# Sphaerodactylus plummeri
Sphaerodactylus plummeri är en ödleart som beskrevs av  Thomas och HEDGES 1992. Sphaerodactylus plummeri ingår i släktet Sphaerodactylus och familjen geckoödlor. Inga underarter finns listade i Catalogue of Life.